# 黃柏霖
黃柏霖（1967年10月31日—），中華民國政治人物，中國國民黨籍，現任高雄市議員，曾任國民黨高雄市黨部主委。2024年代表國民黨參選高雄第五選區立法委員，未能當選。

## 經歷
黃柏霖祖父黃正忠曾在50、60年代擔任高雄市議會議員。堂叔黃啟川是前高雄市議會的議長，邀請專科畢業後的黃柏霖擔任秘書工作。堂嬸侯彩鳳連任第五、六、七屆立法委員。
黃柏霖在正修工專畢業後，擔任其叔叔黃啟川的秘書。在擔任秘書期間，進修取得國立中山大學人力資源所碩士，並於民國106年（2017年）取得博士學位。2002年，黃柏霖獲得黃啟川支持，在三民區首次以無黨籍參選市議員步入政壇，但最後落選。2004年，因高議市議會議長賄選案，多位市議員遭解職，議會進行補選，黃柏霖再度參選，首次當選市議員。此後，每次市議員選舉皆以該選區第一高票當選。2016年5月，接任國民黨高雄市黨部主任委員一職，為國民黨高雄市黨部第一位非黨工職，由現任議員出任的主任委員。

## 社會議題立場

### 承諾遭評鑑為待觀察立法委員立即辭職
2015年5月中國國民黨徵召黃柏霖參選第九屆高雄第六選區三民區立法委員選舉。2015年10月黃柏霖向公督盟承諾若當選立法委員，被評鑑為待觀察就辭職，為國民黨第一人。公督盟執行長張宏林也表示，被評鑑為待觀察立委者，多是連出席、質詢都做不到，連基本的「量」都沒有。

### 廢除監察院
2015年12月舉行「廢除監察院記者會」，炮轟監院長年浪費民脂民膏，毫無作為，甚至殘害忠良公務員，拖垮國家行政效率，未來希望藍綠聯手，一同推動修憲，讓監察院成為歷史名詞。黃柏霖指出監察院提出彈劾或糾舉案，仍要移由司法院公務員懲戒委員會確定其懲戒方式，移來移去，資源和效率低落；再者，監察院行使糾正權，提出糾正案僅有督促效果，沒有必要。前衛生署長楊志良則以親身經歷而言，過去擔任中央官員時，曾經被監察院多次叫去報告，但根本沒有任何意義，還為配合監院調查，花費1600萬元，怒轟監院濫權。

### 支持愛家政見
2020年參選立委期間，簽署下一代幸福聯盟愛家政見承諾書、支持該組織立場，主張本人願意重視並尊重廣大民意，在國民教育階段內（國中及國小），教育部及各級學校不應對學生實施同志教育、性傾向教育或相類之性別認同教育。另基於婚姻應限於一男一女之高度民意，就「司法院釋字第748號解釋施行法」應予廢止或修正，並重新檢討現行「同性結婚」專法對台灣的影響，給予社會大眾充分討論及追求共識的機會。。

## 公益相關

### 成立公益組織
以祖父之名著手成立「高雄市正忠文教協會」，持續開辦公益講座活動，在高雄廣播電台主持「空中自我超越成功學170集」，並發售「自我超越成功學有聲書60輯」。

### 針對國中小學童發放牧愛生命卡
議員任內印製「牧愛守護生命小錦囊」，連續3年共90萬張，倡導情緒教育、防治意外、守護生命。

### 捐贈小額捐款及選舉補助款
2006年發生梅嶺遊覽車翻覆事故，將當年度選舉補助款共九十三萬八千六百四十元，補齊整數為100萬元，全數捐給受難家屬。

2006年將選舉小額捐款捐出200萬元款予10個公益團體，2010年繼續捐出200萬元小額捐款給20個公益團體，以及購置「行動圖書車」，嘉惠偏鄉的學童與民眾。

2014年將選舉補助款及政治獻獻金結餘款共100萬捐給高雄市新圖書總館百萬藏書計劃

### 柴山揹水奉茶
2008年，黃柏霖深受「柴山背水隊」背水上山供山友奉茶的精神感動而有意加入，隊員擔心單純的活動成為政客的秀場，提出「等你背完100次就歡迎你入會」的門檻，想讓他知難而退。於是，黃柏霖利用議會休息時間，背著20公升的水上山，從2008年起至2016年，背水逾500趟，超過1萬公升，終於贏得背水隊的認同。

### 與山達基教會合辦活動
2011年3月21日，黃柏霖議員服務處聯合山達基教會人權部門，為響應「國際消除種族歧視日」，號召連署守護人權活動，推廣具爭議性的山達基創辦人羅恩·賀伯特的一句話：「人權必須要落實，而不能只是理想。」5月15日，聯合了山達基組織「無毒世界基金會」，辦理「大小牽小手 守護無毒家園」反毒活動派發「毒品的真相」手冊。6月5日，為山達基組織「國際青少年人權協會」所發起的「人權一百 高雄開跑」活動展開序幕。

## 立法委員選舉

### 2016年立法委員選舉

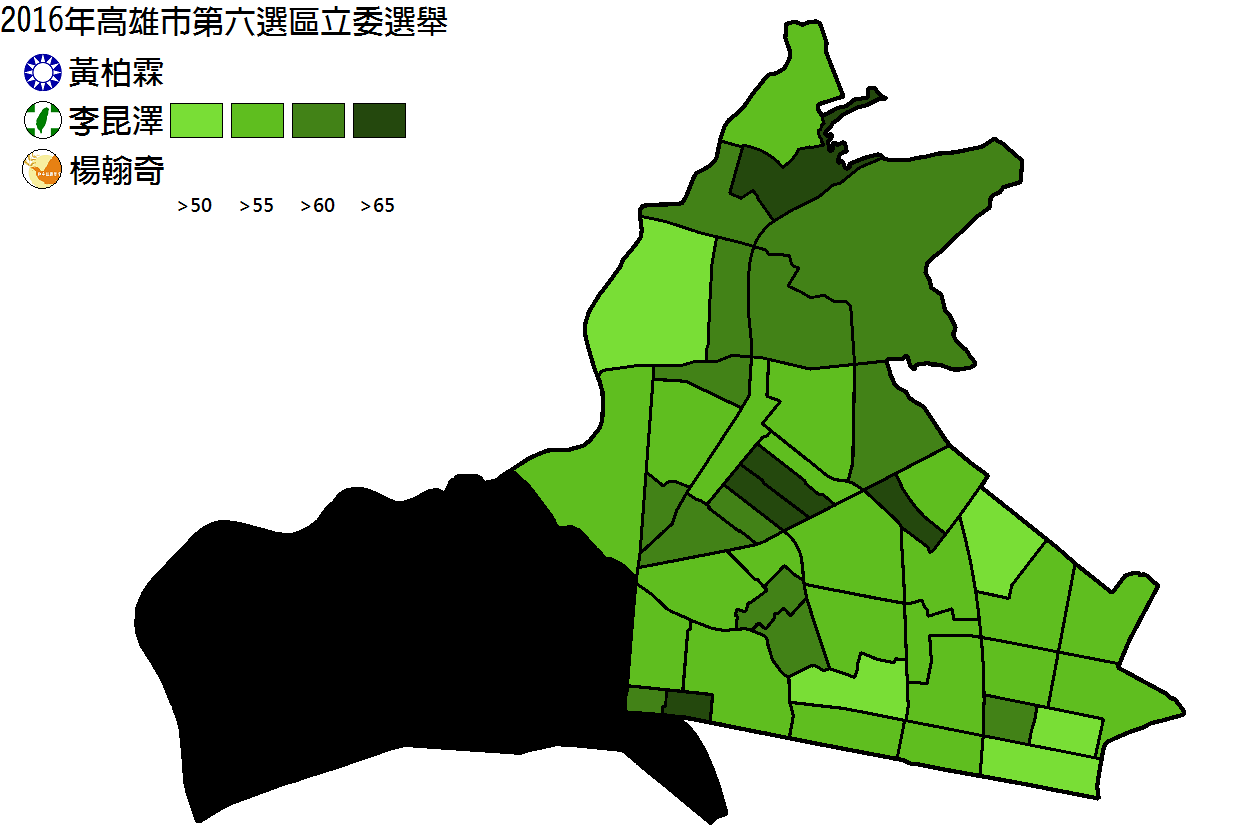
2016年高雄市第六選區立法委員選舉得票

| 1        | 黃柏霖   | 中國國民黨    | 56,689票 | 39.78%                        |                               |
| 2        | 李昆澤   | 民主進步黨    | 83,986票 | 58.94%                        | 當選                          |
| 3        | 楊翰奇   | 和平鴿聯盟黨  | 1,829票  | 1.28%                         |                               |
| 選舉日期 | 選舉日期 | 2016年1月16日 | 選舉人數 | 210,687人                     | 210,687人                     |
| 投票率   | 投票率   | 68.49%        | 投票人數 | 有效：142,504人 無效：1,803人 | 有效：142,504人 無效：1,803人 |

### 2020年立法委員選舉

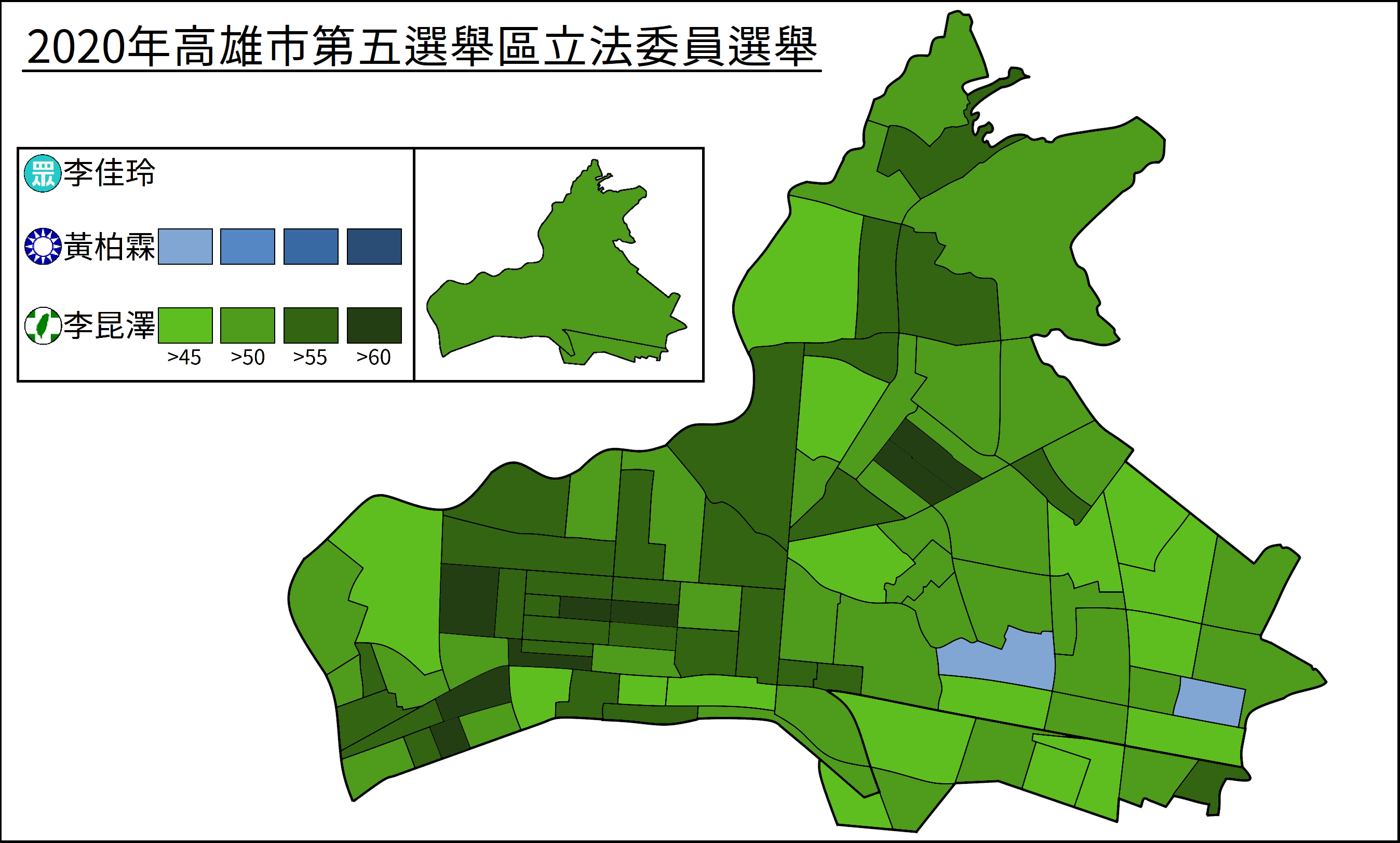
2020年高雄市第五選區立法委員選舉得票

| 1        | 李佳玲   | 臺灣民眾黨    | 20,336票  | 8.62%                         |                               |
| 2        | 黃柏霖   | 中國國民黨    | 92,220票  | 39.11%                        |                               |
| 3        | 李昆澤   | 民主進步黨    | 123,239票 | 52.27%                        | 當選                          |
| 選舉日期 | 選舉日期 | 2020年1月11日 | 選舉人數  | 303,844人                     | 303,844人                     |
| 投票率   | 投票率   | 78.40%        | 投票人數  | 有效：235,795人 無效：2,422人 | 有效：235,795人 無效：2,422人 |

### 2024年立法委員選舉
| 2024年高雄市第五選舉區立法委員選舉結果 | 2024年高雄市第五選舉區立法委員選舉結果 | 2024年高雄市第五選舉區立法委員選舉結果 | 2024年高雄市第五選舉區立法委員選舉結果 | 2024年高雄市第五選舉區立法委員選舉結果 | 2024年高雄市第五選舉區立法委員選舉結果 |
| 號次                                   | 候選人                                 | 推薦之政黨                             | 得票數                                 | 得票率                                 | 當選標記                               |
| -------------------------------------- | -------------------------------------- | -------------------------------------- | -------------------------------------- | -------------------------------------- | -------------------------------------- |
| 1                                      | 楊椒喬                                 | 無黨籍                                 | 3,964                                  | 1.84%                                  |                                        |
| 2                                      | 李昆澤                                 | 民主進步黨                             | 108,735                                | 50.57%                                 |                                        |
| 3                                      | 張芳愉                                 | 小民參政歐巴桑聯盟                     | 12,264                                 | 5.70%                                  |                                        |
| 4                                      | 黃柏霖                                 | 中國國民黨                             | 90,046                                 | 41.88%                                 |                                        |
| 選舉人數                               | 選舉人數                               | 選舉人數                               | 302,097                                | 302,097                                | 302,097                                |
| 投票數                                 | 投票數                                 | 投票數                                 | 218,106                                | 218,106                                | 218,106                                |
| 有效票                                 | 有效票                                 | 有效票                                 | 215,009                                | 215,009                                | 215,009                                |
| 無效票                                 | 無效票                                 | 無效票                                 | 3,097                                  | 3,097                                  | 3,097                                  |
| 投票率                                 | 投票率                                 | 投票率                                 | 72.20%                                 | 72.20%                                 | 72.20%                                 |

## 相關事件

### 捍衛黃俊英
2006年高雄市長選舉選前之夜，陳菊陣營召開記者會指控黃俊英賄選，黃柏霖在記者會力挺黃俊英，並發重誓絕未授意租遊覽車和發放「走路工」，否則辭去議員之職。
2007年2月，高雄地檢署偵結高雄市長大選「走路工案」，排除陳菊陣營自導自演，黃俊英、黃柏霖也不知情。全案肇因「黃俊英競選總部雲林縣後援會」執行長蘇萬基，因擔心所屬後援會在黃的造勢晚會動員人數不足，有失面子，才託同鄉楊慶德委請「古意」古鋅酩幫忙動員；而走路工發放，則屬古某和另一被告「黑松」蔡能祥個人犯行，檢方因此僅起訴古、蔡二人違反選罷法。

### 助理費爭議
2011年，臺灣高雄地方法院檢察署偵辦高雄市議員涉嫌以不實助理名單申報助理費案，承辦檢察官依偽造文書等罪起訴高雄市議員20人。2015年1月高雄高分院認定包括黃柏霖等20名現任及卸任市議員有罪，各依偽造公文書判刑2月至1年10月不等，均得易科罰金定讞。

## 外部連結
- 黃柏霖的Facebook專頁
- YouTube上的黃柏霖の日常頻道